# Croisilles (Passo di Calais)
Croisilles è un comune francese di 1 393 abitanti situato nel dipartimento del Passo di Calais nella regione dell'Alta Francia.
Il territorio comunale è bagnato dalle acque del fiume Sensée.

## Società

### Evoluzione demografica
Abitanti censiti